# Малі Манадиші
Малі Манадиші́ (рос. Малые Манадыши, ерз. Малые Манадыши) — село у складі Атяшевського району Мордовії, Росія. Входить до складу Атяшевського міського поселення.

## Населення
Населення — 42 особи (2010; 79 у 2002).
Національний склад (станом на 2002 рік):
- росіяни — 86 %